# Raisonnement circulaire
 (septembre 2018).
Si vous disposez d'ouvrages ou d'articles de référence ou si vous connaissez des sites web de qualité traitant du thème abordé ici, merci de compléter l'article en donnant les références utiles à sa vérifiabilité et en les liant à la section « Notes et références ».
Le raisonnement circulaire est, dans la philosophie du langage, en rhétorique et en épistémologie, un mode d'argumentation qui pose comme prémisse ce que l’argument veut prouver. C'est un cas particulier de la pétition de principe.
Dans une argumentation circulaire, une proposition A utilise pour sa justification une proposition B dans le même temps que la justification de la proposition B nécessite la vérité de la proposition A. Un tel argument peut constituer une forme de sophisme, c'est-à-dire un raisonnement erroné volontairement trompeur, ou alors une erreur de raisonnement logique involontaire lorsque son auteur n'a pas décelé la boucle (paralogisme).
Évident dans des phrases courtes, ce type d'argumentation peut devenir beaucoup plus difficile à déceler lorsque la boucle se rallonge et comporte plus de deux éléments, et lorsque la proposition A est reformulée avec des termes différents pour soutenir la proposition B. Car le « retour » saute moins aux yeux, alors qu'au contraire, toute la construction de l'argumentation semble (et est) localement et à chaque instant, pertinente et logique. 
Le raisonnement circulaire survient aussi fréquemment lorsqu'on utilise de façon imprécise des résultats scientifiques établis par d'autres personnes, alors qu'on ne connaît pas les prémisses qui ont permis de les établir. Il se peut alors que l'une d'elles soit ce que l'on cherche à démontrer à partir de ces résultats, ce qui invalide le raisonnement d'un point de vue scientifique. La boucle peut devenir très difficile à détecter lorsque des chercheurs ont utilisé les travaux d'autres chercheurs comme prémisses, qui ont eux aussi utilisé des travaux d'autres chercheurs dans leurs prémisses, et ainsi de suite. Ce risque est élevé dans les sciences humaines et sociales qui expriment souvent leurs raisonnements sous forme de discours complexes avec de multiples formulations possibles pour une même proposition et en utilisant de nombreuses références, ou lors de l'utilisation interdisciplinaire des données scientifiques. Ce type d'erreur est également fréquemment commis par la vulgarisation scientifique et l'enseignement, qui tendent à déformer le discours scientifique pour leur besoin de simplification didactique ou scénographique.
Toutefois, les arguments circulaires ne sont pas entièrement dénués d'intérêt pour autant : leur présence indique qu'un système comprenant les propositions A et B ne serait pas nécessairement autocontradictoire, ce qui constitue un début de connaissance à son sujet, sous réserve que A aussi bien que B soient correctement définis en termes opérationnels. Ce type de boucles stables est considéré en détail à travers de nombreux exemples dans le livre de Douglas Hofstadter : « Gödel, Escher, Bach ».

## Exemples
- « Les chats mangent des souris. Pourquoi les chats mangent-ils des souris ? Parce que les souris sont la nourriture des chats. Pourquoi les souris sont-elles la nourriture des chats ? Parce que les chats mangent des souris etc. »
- « Notre bureaucratie est un élément capital dans notre fonctionnement (proposition A), car elle génère de nombreux documents, qui je le rappelle, sont extrêmement précieux ! (proposition B) puisque utiles au fonctionnement convenable de notre glorieuse bureaucratie, si vitale ! »
- « La Bible est la preuve que Dieu existe, et la Bible ne peut mentir ni se tromper car elle est inspirée de Dieu. »
- « Si tu critiques la véracité et l'inspiration divine de la Bible c'est que tu es incité à le faire par le Diable car c'est la Bible qui le dit et la Bible est le livre de Dieu. »